# Eriphioides ustulata
Eriphioides ustulata är en fjärilsart som beskrevs av Felder 1869. Eriphioides ustulata ingår i släktet Eriphioides och familjen björnspinnare. Inga underarter finns listade i Catalogue of Life.